# NK Malečnik
Nogometni klub Malečnik (tiếng Việt: Câu lạc bộ bóng đá Malečnik), thường hay gọi NK Malečnik hoặc đơn giản Malečnik, là một câu lạc bộ bóng đá Slovenia thi đấu ở thị trấn Malečnik. Câu lạc bộ được thành lập năm 1960.

## Sân vận động
Đội thi đấu trên sân nhà Trung tâm Thể thao Berl. Vào tháng 11 năm 2012, lũ lụt Drava đã phá hủy hoàn toàn sân vận động cũng như trang thiết bị. Trong một sự kiện từ thiện, tổ chức bởi tờ báo 7 dni, tất cả số tiền từ một cuộc bán đấu giá được quyên góp cho NK Malečnik. Nhiều cầu thủ nước ngoài và Slovenia đáng chú ý, bao gồm Luka Krajnc, Rene Krhin và Lionel Messi, đóng góp áo thi đấu của họ để bán đấu giá auction.

## Danh hiệu
- Giải bóng đá hạng tư quốc gia Slovenia: 2

2000-01, 2004-05
- Giải bóng đá hạng năm quốc gia Slovenia: 1

1997-98
- MNZ Maribor Cup: 1

2010-11